# クラブメッド北海道トマム
クラブメッド北海道トマム（ClubMed Hokkaido Tomamu）は、北海道勇払郡占冠村にあるリゾート。星野リゾート トマム内にある。

## 概要
北海道内では「クラブメッド北海道サホロ」に次ぐクラブメッドの施設であり、クラブメッド初となる既存のリゾート内に施設を開業した。客室などは営業を停止していた「ヴィラ・スポルトI・II」や「ヴィラ・マルシェ・ホテル・アビチ」の既存施設を改装したほか、新たにエントランスロビーやレストラン・バーがあるセンター棟を建設した。

## 沿革
- 2016年（平成28年）：トマムでのスキーリゾートオープン計画発表[2][3]。
- 2017年（平成29年）：クラブメッド北海道トマムオープン（2018年1月グランドオープン）[4][5]。

## 施設
KITAMI
- メインレストラン「ITARA」
- メインバー「UNKAI」
- レセプション
- シアター
- ブティック
- エクスカーションデスク

YUBARI
- 客室
  - クラブルーム (38 m² - 84 m²)
  - デラックスルーム (38 m² - 55 m²)
  - スイートルーム (74 m²)
- ランドリー

HIDAKA
- 会議室
- フィットネスセンター
- 客室
  - クラブルーム (38 m² - 84 m²)
- ランドリー

ISHIKARI
- パスワールド
- スペシャリティレストラン「HAKU」
- Zen Bar（クワイエットバー）「The NEST」

## キッズプログラム
- クラブメッド・プティクラブ
- ミニクラブメッド
- クラブメッドパスワールド
- パジャマクラブ